# Manni Kössler
Manni Kössler, född 13 december 1949, är en svensk översättare av spansk- och engelskspråkig litteratur. Kössler har översatt titlar av bland andra César Aira, Carlos Fuentes, Juan José Millás, Antonio Muñoz Molina, Maggie O'Farrell och Octavio Paz.